# Ферзен, Ульрика Элеонора фон
Графиня Ульрика Элеонора фон Ферзен (швед. Ulrika "Ulla"  Eleonora von Fersen, в замужестве von Höpken, позже von Wright; 1749—1810) — шведская дворянка, фрейлина.
Была в числе самых известных личностей эпохи Густавов; вместе с Августой Лёвенхильм и Луизой Мейерфельдт носила прозвище «три грации».

## Биография
Родилась 24 марта 1749 года. Была одной из шести дочерей överhovjägmästare графа Карла Рейнхолда фон Ферзена и его жены Шарлотты Спарре; внучка шведского политика и военного деятеля Ханса фон Ферзена.
В 1770 Ульрика Элеонора вышла замуж за фрайхерра Нильса фон Хёпкена (Nils von Höpken, 1750—1780), капитана шведской кавалерии. Во второй раз замуж вышла в 1797 году за полковника Георга Йонаса фон Райта (Georg Jonas von Wright, 1754—1800).
Ульрика фон Ферзен была представлена ко двору, где в 1766—1770 работала у Софии Магдалены Датской, которая была очарована её красотой. За Ульрикой несколько лет ухаживал принц Фредрик Адольф; одновременно брат принца Карл ухаживал за Бритой Хорн. Обе пары обменялись кольцами в знак неофициальной помолвки с намерением жениться. В обоих случаях королевская семья была настроена против любовных отношений братьев. Семья Ульрики также была против этого брака и заставила её вернуть кольцо Фредрику Адольфу. Они познакомили дочку с кавалеристом Нильсом фон Хёпкен, за которого она и вышла замуж в 1770 году. С 1773 года они жили раздельно после того, как муж стал ревновать Ульрику, увлёкся картами и алкоголем.
Ульрика фон Хёпкен вернулась в королевский двор, где она снова служила статс-дамой (statsfru) у королевы Софии Магдалены с 1775 по 1795 год. Прославилась своими любовными приключениями. В 1778 году у неё была связь с военным, бароном Эвертом Таубе. Однако примерно с 1780 года Ульрики сложились серьёзные и постоянные отношения с Георгом фон Райт, за которого в конечном итоге вышла замуж семнадцать лет спустя.
Также она была близким другом короля Густава III. Но когда в 1789 году Густав III вступил в конфликт с дворянством, это вызвало разрыв в отношениях между ним и Ульрикой фон Хёпкен, присоединившейся к политической демонстрации Йоханны фон Лантингсхаузен. В 1795 году заболела и стала прикованной к постели её мать, которая умерла в этом же году, а в 1797 году Ульрика вышла замуж за своего давнего друга и поклонника Георга фон Райта и жила с ним в Уппсале. После того, как Ульрика фон Райт овдовела, она жила со своими сестрами и умерла 17 сентября 1810 года.

## Семья
В первом браке у неё были дети:
- Ulrika Sofia Albertina von Höpken (1772—1772),
- Nils von Höpken (1774—1829),
- Augusta Lovisa von Höpken (1775—1801).

## Память
- Ульрика фон Ферзен была названа одна из «трех граций», о чём сказано в известном стихотворении «Gracernas döpelse» Юхана Чельгрена.
- С неё написано много портретов разными художниками.
- В честь Ульрики назван фрегат шведского флота «Улла Ферзен[швед.]».
- Оле Сёдерстрём[швед.] написал о ней роман «Venus i rokoko»; Густаф Меллин[швед.] написал рассказ «Ulla Fersen» (1845).